# Belgische affichekunst

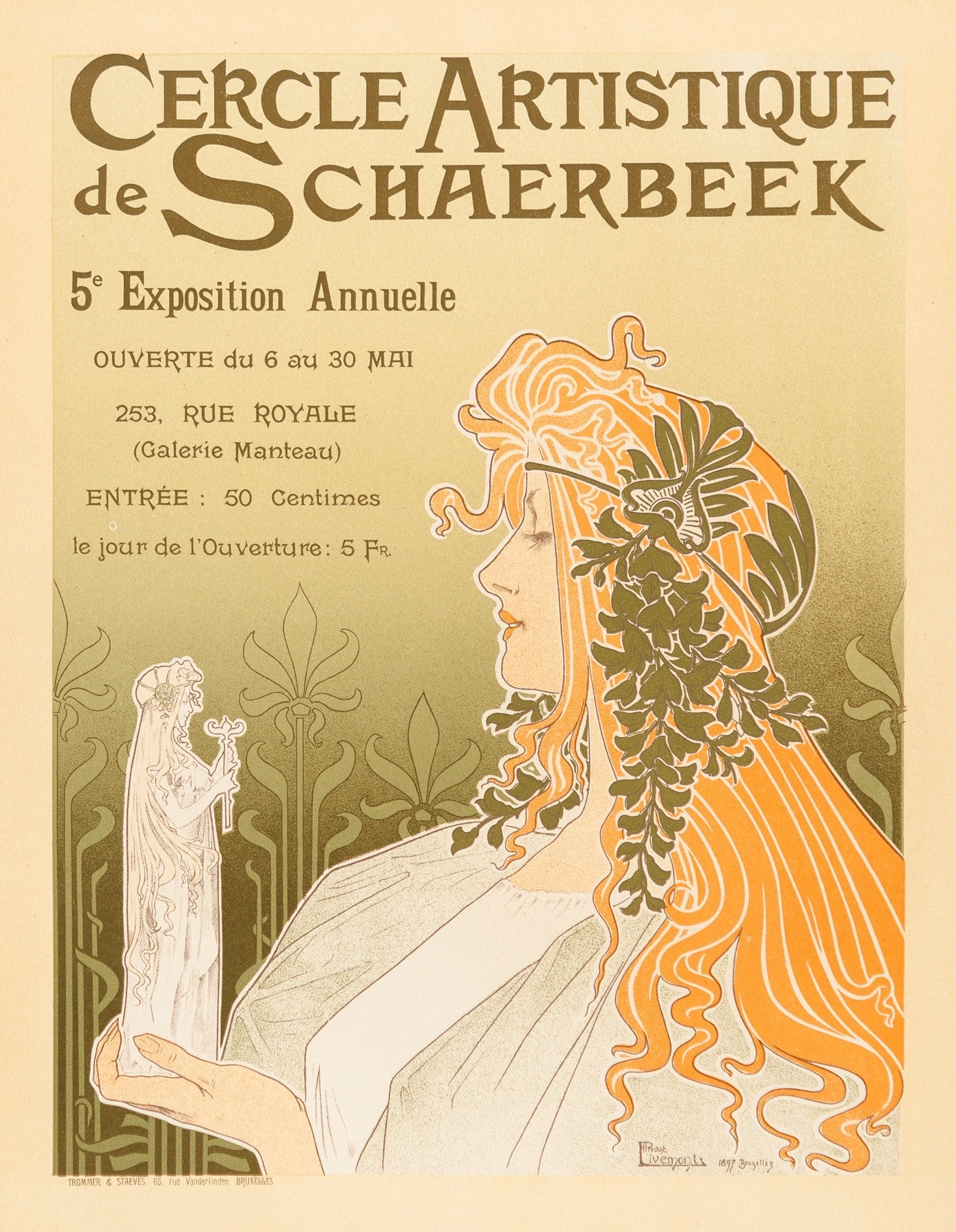
Privat-Livemont 1900

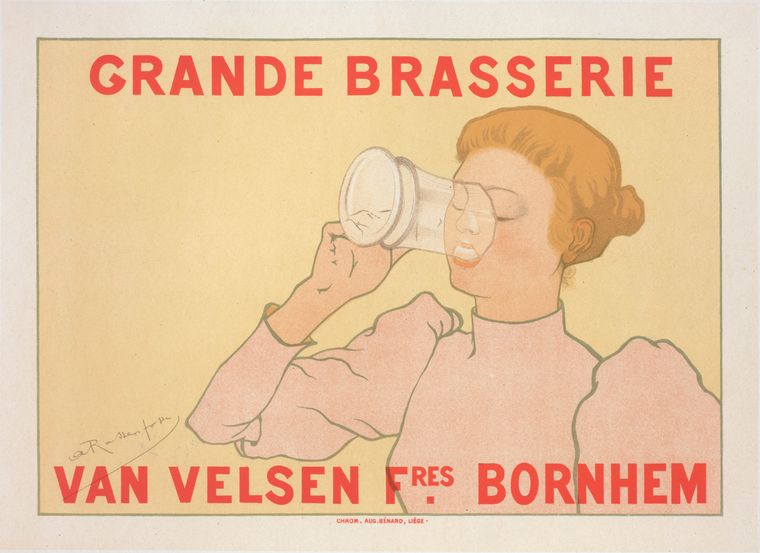
Affiche van Armand Rassenfosse voor brouwerij Van Velsen, Bornem (Drukkerij Bénard,1895)

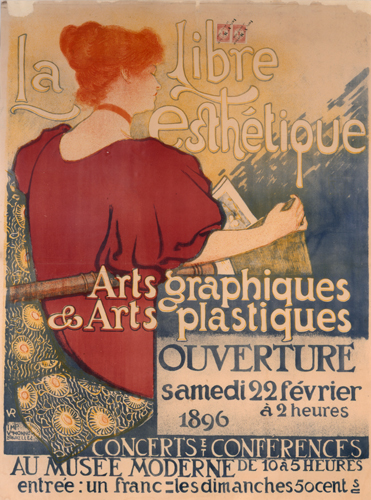
Affiche uit 1896 door Théo van Rysselberghe

In de Belgische affichekunst zijn Henri Cassiers (1858-1944), Paul Cauchie (1844-1952),  Adolphe Crespin (1859-1944), Gisbert Combaz (1869-1941), Privat Livemont (1861-1936), Armand Rassenfosse (1862-1934) de namen van belangrijke figuren. Ze bezorgden  België een internationale reputatie. In onderstaande lijst zijn de belangrijkste werken over de Belgische affichekunst en kunstenaars omschreven.